# 皆川城内町
皆川城内町（みながわじょうないまち）は、栃木県栃木市の地名。郵便番号は328-0067。
　

## 地理
皆川地区中部に位置し、東は吹上町・野中町・新井町・大皆川町、西は柏倉町・小野口町、南は岩出町・薗部町・志鳥町・大平町西山田、北は宮町と接している。

## 世帯数と人口
2017年（平成29年）8月31日現在の世帯数と人口は以下の通りである。
| 町丁       | 世帯数  | 人口    |
| ---------- | ------- | ------- |
| 皆川城内町 | 497世帯 | 1,303人 |

## 施設
公共
- 栃木市役所皆川出張所
- 栃木警察署皆川城内駐在所
- 栃木市聖地公園

教育
- 栃木市立皆川中学校
- 栃木市立皆川城東小学校
- 栃木県立栃木特別支援学校

郵便
- 皆川郵便局

観光
- 皆川城址

その他
- 皆川城カントリークラブ

## 交通

### 道路
主要地方道
- 栃木県道75号栃木佐野線（皆川街道）

一般県道
- 栃木県道126号栃木田沼線

## 小・中学校の学区
市立小・中学校に通う場合、学区は以下の通りとなる。
| 番地 | 小学校                 | 中学校             |
| ---- | ---------------------- | ------------------ |
| 全域 | 栃木市立皆川城東小学校 | 栃木市立皆川中学校 |